# 科德维拉
科德维拉（義大利語：Codevilla），是意大利帕维亚省的一个市镇。总面积13平方公里，人口1010人，人口密度77.7人/平方公里（2009年）。国家统计（ISTAT）代码为018051。